# النقطة الساخنة (فلم)
النقطة الساخنة (بالإنجليزية: The Hot Spot) فيلم أمريكي من نوع الكوميديا السوداء الجديدة لعام 1990 أخرجه دينيس هوبر واستند إلى كتاب «غضب الجحيم» Hell Hath No Fury الصادر عام 1952 للكاتب تشارلز ويليامز، الذي شارك أيضًا في كتابة السيناريو. الفيلم من بطولة النجوم دون جونسون وفيرجينيا مادسن وجنيفر كونيلي.

## طاقم التمثيل
- دون جونسون: في دور هاري مادوكس
- فيرجينيا مادسن: في دور دوللي هارشو
- جينيفر كونيلي: في دور جلوريا هاربر
- ديبرا كول: في دور إيرين ديفي
- جيري هاردين: في دور جورج هارشو
- وليام سادلر: في دور فرانك ساتون
- تشارلز مارتن سميث: في دور لون جوليك
- باري كوربين: في دور العمدة
- ليون ريبي: في دور نائب تيت
- جاك نانس: في دور جوليان وارد
- فيرجيل فري: في دور نائب باك[2]

## ملخص أحداث الفيلم
عندما يصل الشاب المتجول هاري مادوكس إلى بلدة صغيرة في تكساس، يحصل على وظيفة بائع سيارات مستعملة لدى التاجر جورج هارشو ويستقر في غرفة بفندق رخيص. أثناء حريق يشب بالبلدة، يلاحظ هاري أن البنك المحلي ترك فارغًا ومفتوحًا بدون أي أمن. سرعان ما يخطط خطة لسرقة البنك، ويقوم بافتعال حريق في غرفته لتشتيت انتباه الموظفين. عندما يلتقي هاري بزوجة جورج دوللي هارشو، تضايقه المرأة السهلة بعد ان يعاشرها. يصبح هاري المشتبه به الرئيسي في سرقة البنك ويتم القبض عليه، لكن دوللي توفر الذريعة اللازمة للإفراج عنه ثم ابتزازه لإقامة علاقة حب معها. ومع ذلك، يقع هاري في حب غلوريا هاربر، التي تعمل محاسبة في الوكالة. يكتشف أن غلوريا تتعرض للابتزاز من فرانك ساتون، ويقرر الضغط على ساتون.
تدمر دوللي خطط هاري من خلال عرض نسخة من خطاب (يتم فتحه في حالة وفاتها) يورطه في السرقة وموت ساتون، وإخبار غلوريا عن هذه القضية. تهجر غلوريا الحزينة هاري، الذي يسارع غاضبًا ويحاول قتل دوللي، لكنه لا يستطيع أن يقتلها. يستسلم هاري للحياة مع دوللي، ويغادر المدينة معها.

## استقبال الفيلم
منح موقع تجميع آراء النقاد «الطماطم الفاسدة» الفيلم تقييم مقداره 70% بناء على آراء 23 ناقد سينمائي.
منح الناقد السينمائي الكبير روجر إيبرت الفيلم ثلاثة من أصل أربعة نجوم وكتب، «عشاق الفيلم الذين أفسدوا خيالهم في أفلام الدرجة الثانية الرائعة، هم من سيعترفون ان الفيلم عمل متفوق في تقليد قديم».

## وصلات خارجية
- مقالات تستعمل روابط فنية بلا صلة مع ويكي بيانات